# Enrique Redel y Aguilar
Enrique Redel y Aguilar fue un poeta e historiador nacido en Córdoba el 12 de noviembre de 1872, en la casa principal número dos de la plaza de don Gome, hoy más conocida como palacio de Viana, y fallecido en la misma ciudad el 13 de febrero de 1909.

## Trayectoria
Comenzó sus estudios en el Seminario de San Pelagio cursando tres años de Latinidad y dos de Filosofía. En 1888, abandona la carrera eclesiástica para dedicarse a otros menesteres más relacionados con aspiraciones artísticas, ingresando en la Escuela Provincial de Bellas Artes de Córdoba, dirigida en aquella época por Rafael Romero Barros, insigne pintor, arqueólogo y padre de Julio Romero de Torres. 
Sus primeros pasos en el campo de las letras los da como redactor del periódico local La Unión. Por aquellas fechas, además, destaca por sus brillantes colaboraciones, tanto en prosa como en verso, para el Diario de Córdoba. En 1895, recopila una serie de poemas de su etapa madrileña que permanecieron inéditos y los publica en el folletín de La Voz Córdoba bajo el título de “Amapolas”. En sus siguientes libros, Predicar en desierto y Turbas y espectáculos, se deja llevar de la mano de un amargo pesimismo y de una evidente preocupación social. Evolucionando, a partir de ahí, hacia una poesía más sentimental y espiritualista. Además de en otros volúmenes de poemas como Lluvia de Flores, La Prensa o La lira de plata, sus versos aparecen en la prensa local y en la madrileña. Del mismo modo, su calidad poética lo lleva a ganar varios juegos florales como los de Córdoba o Sevilla. Entre sus libros en prosa, destacamos Algo de letras, sobre crítica literaria; San Rafael en Córdoba y La virgen de Linares, reeditados en facsímil por Cajasur; y el mejor estudio biográfico sobre Ambrosio de Morales que se ha publicado hasta la fecha, dotado por la Real Academia Española por considerarlo de especial interés. 
Además de académico de número de la Academia de Ciencias, Bellas Letras y Nobles Artes de Córdoba, también fue nombrado por unanimidad académico correspondiente de la Real Academia Sevillana de Buenas Letras, a propuesta de Francisco Rodríguez Marín y de Luis Montoto; fue miembro honorario de la Academia Dante Alighieri de Catania (Italia) y del Real Instituto de Lisboa.
Su cuerpo se encuentra en el cementerio de San Rafael de Córdoba.